# Ilha fluviomarítima

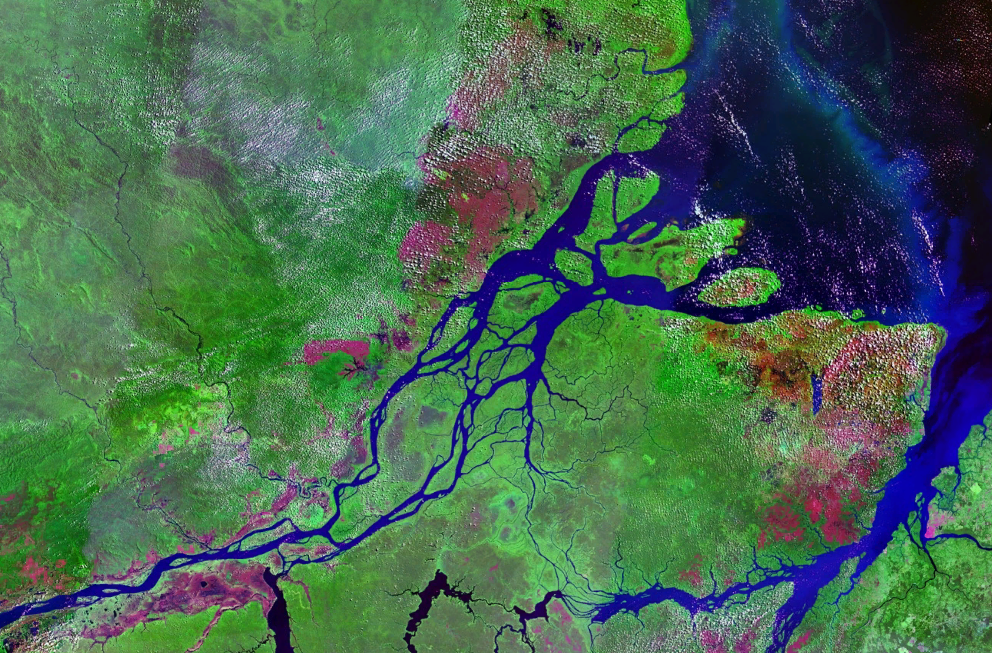
Conjunto de ilhas fluviomarítimas localizadas na desembocadura do Rio Amazonas, no litoral Brasileiro

Uma ilha fluviomarítima é uma formação geográfica que surge da interação entre rios e mares, consistindo em um pedaço de terra emersa com cercado por água de todos os lados, porém com trechos compostos por água doce de um ou mais rios e, ao mesmo tempo, por outros trechos confinados pela presença do mar.

## Formação
A formação dessas ilhas é um processo complexo que envolve diversos fatores geológicos e hidrológicos. Os principais processos incluem:
- Deposição de sedimentos: Ao longo do tempo, rios carregam grandes quantidades de sedimentos (areia, argila, etc.) que se depositam na foz, formando bancos de areia que, com o tempo, podem se conectar e dar origem a ilhas.[3]
- Ação das marés: As marés exercem uma força constante sobre a costa, modelando a forma das ilhas e transportando sedimentos.
- Dinâmica fluvial: A força da água dos rios nas áreas costeiras também é capaz de moldar o terreno, erodindo algumas áreas e depositando sedimentos em outras, contribuindo para a formação e transformação das ilhas fluviomarítimas.[2]

## Características e importância
As ilhas fluviomarítimas possuem características únicas que as tornam ecossistemas muito ricos e importantes. Nessas ilhas, é comum encontrar uma grande variedade de ecossistemas, como manguezais, florestas de várzea, savanas e praias, cada um com sua própria fauna e flora adaptadas às condições locais. A rica diversidade de ecossistemas proporciona um ambiente propício para o desenvolvimento de uma grande variedade de espécies animais e vegetais.
Também merece destaque o fato de que muitas dessas ilhas são habitadas por comunidades tradicionais que possuem um profundo conhecimento sobre o ambiente e dependem dos recursos naturais para sua subsistência.

## Exemplos
Um dos exemplos mais conhecidos de ilha fluviomarítima é o arquipélago da Ilha do Marajó, localizada no estado do Pará, no Brasil. Com uma área maior que a da Suíça, a Ilha do Marajó é banhada pelas águas do rio Amazonas, do rio Tocantins e do Oceano Atlântico, o que a torna a maior ilha de sua categoria, segundo algumas fontes.
Outro exemplo está na enorme Ilha das Guianas, que abrange trechos do Brasil, Venezuela e das Guianas, também sendo considerada por algumas fontes como a maior ilha fluviomarítima do mundo.